# Андреевка (Хасанский район)
В Приморье в Яковлевском районе тоже есть село Андреевка.
Андре́евка — село в Хасанском районе Приморского края, входит в состав Зарубинского городского поселения. Основано в 1924 году.

## Географическое положение
Село находится на берегу бухты Троицы залива Посьета, в устье одноимённой речки, на расстоянии 46 км (по автодорогам) от посёлка городского типа Славянка, административного центра района, и 210 км (по автодорогам) от города Владивосток, административного центра края.

## Население
| 2002 | 2005 | 2010 |
| ---- | ---- | ---- |
| 590  | ↗665 | ↘530 |

## Улицы
| - ул. Бархатная, - ул. Виноградная, - ул. Заречная, - ул. Ключевая, | - ул. Луговая, - ул. Молодёжная, - ул. Морская, - ул. Набережная, | - ул. Нагорная, - ул. Родниковая, - ул. Солнечная, - ул. Школьная. |

## Транспорт
Село связано автомобильной дорогой длиной 12 км с трассой А189 Раздольное — Хасан. Ближайшая железнодорожная станция Зарубино находится на расстоянии 4 км к западу, на противоположном берегу бухты Троицы.

## Туризм
Основным направлением занятости населения в последние годы является туризм, дающий местным жителям зачастую единственную возможность заработка. В летние месяцы всё побережье бухты Троицы и прилегающих акваториях заставлено палаточными городками. Местные жители сдают отдыхающим летние домики и комнаты в частных домах и пристройках. В селе были открыты несколько баз отдыха, туристам предоставляются услуги конных и пеших походов, дайвинга, рыбалки, проката лодок и водных мотоциклов.

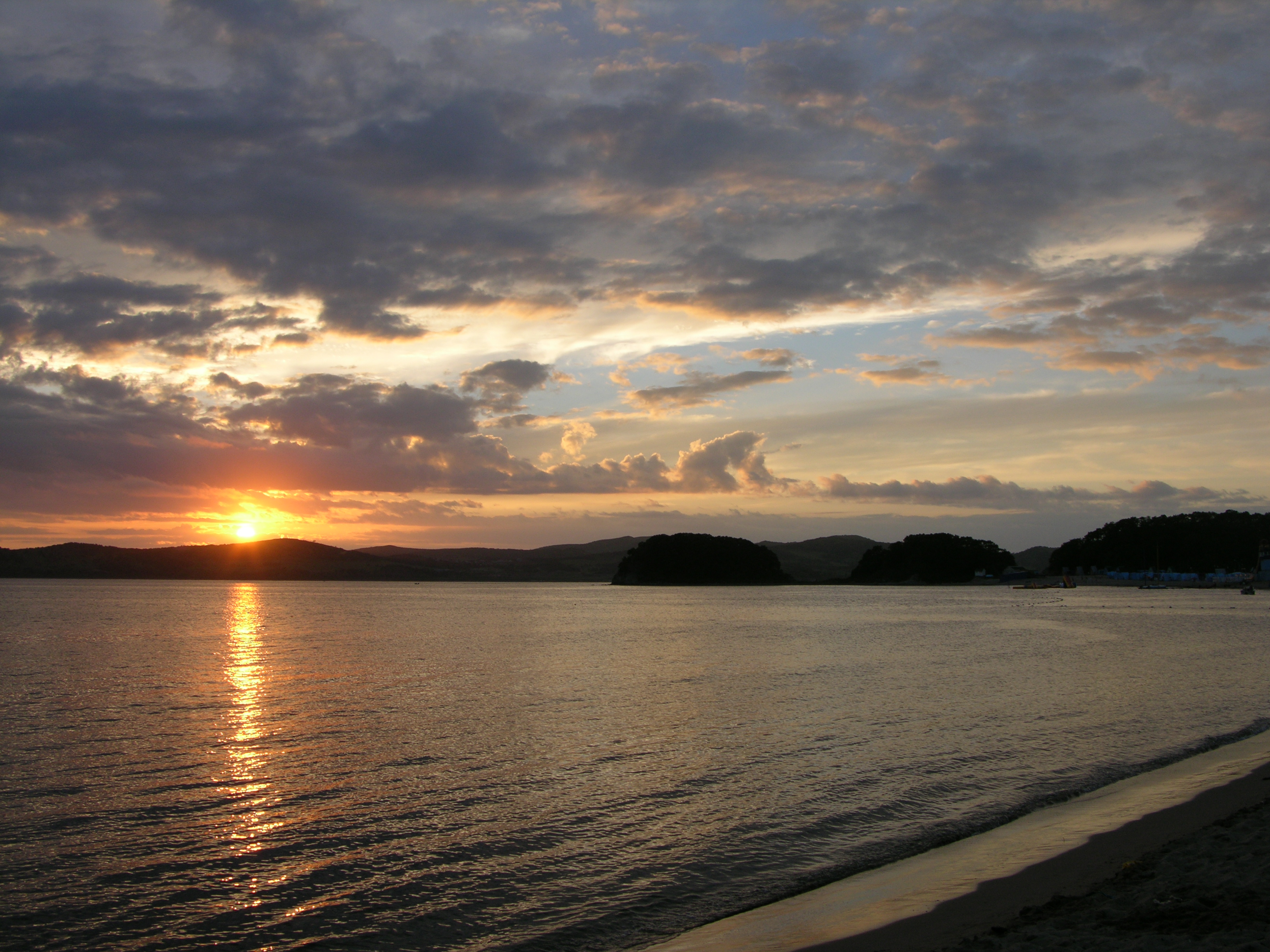
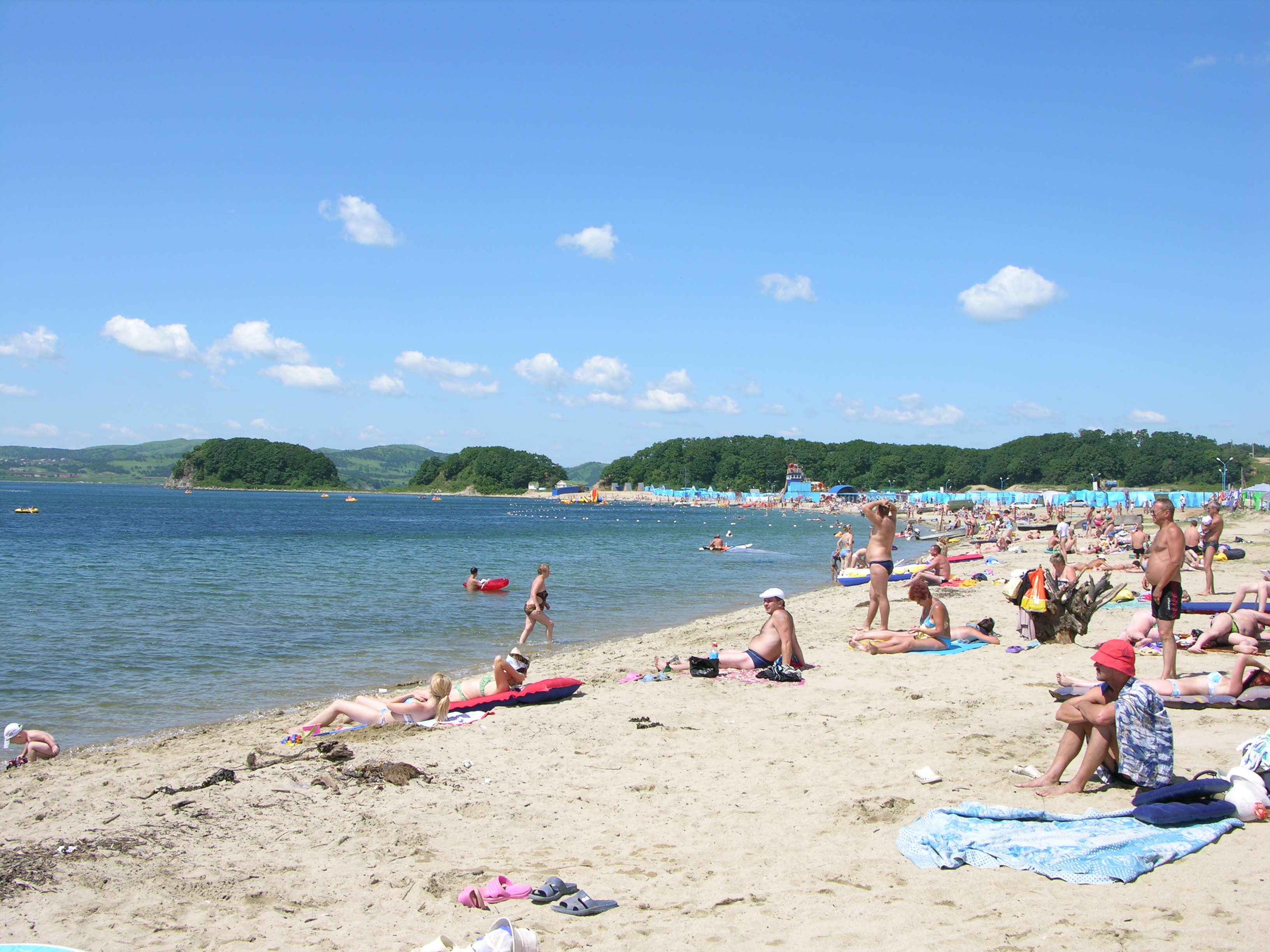
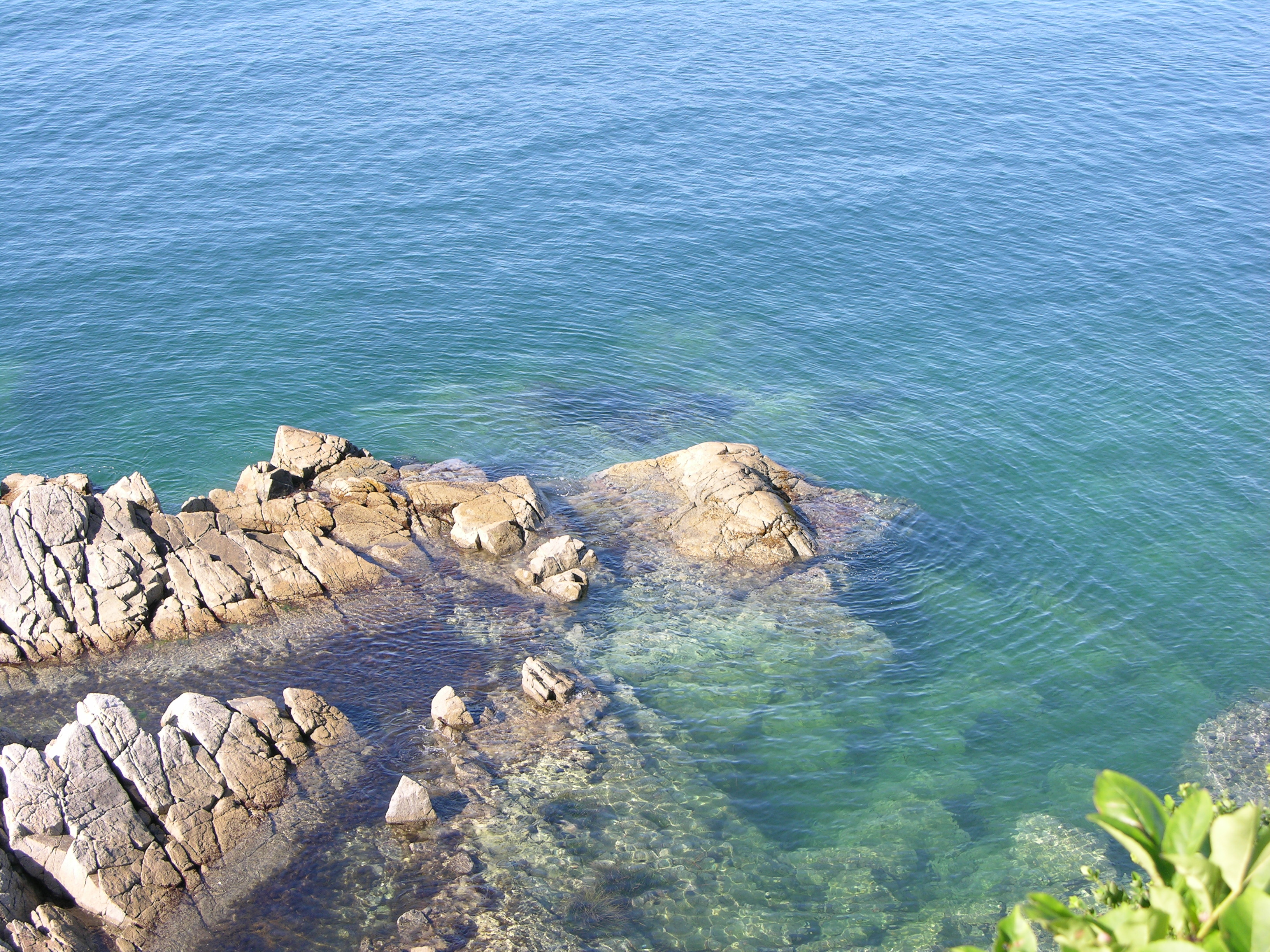
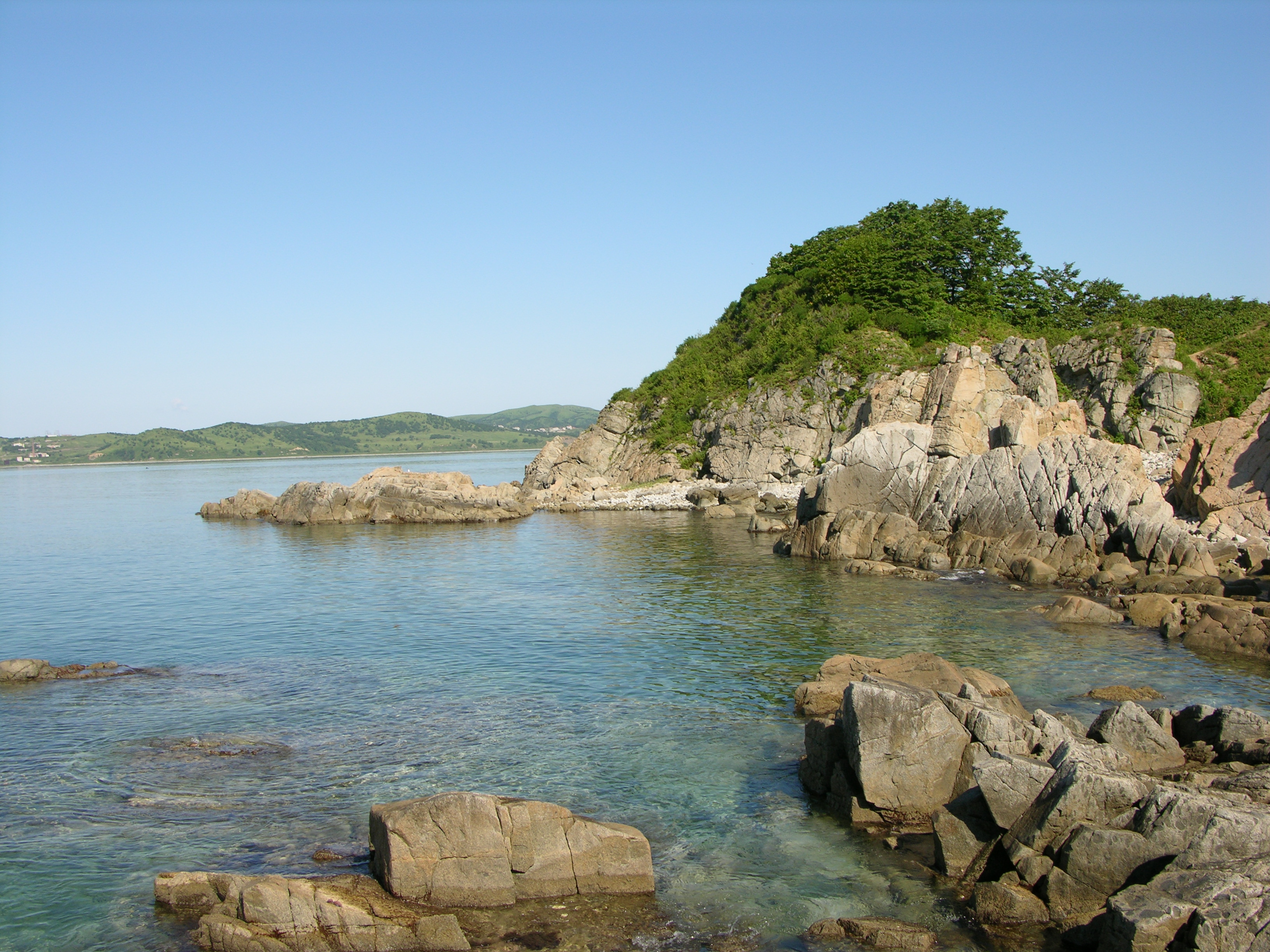